# Passiflora pinnatistipula
Passiflora pinnatistipula je biljka iz porodice Passifloraceae. Englesko ime za ovaj cvijet je Chilean passion flower, što bi u prijevodu na hrvatski jezik bilo čilska pasijonka.